# Желиз
Желиз (фр. Gélise) је река у Француској. Дуга је 92 km. Улива се у Баиз. 